# Phacellocera
Phacellocera is een kevergeslacht uit de familie van de boktorren (Cerambycidae). De wetenschappelijke naam van het geslacht werd voor het eerst geldig gepubliceerd in 1840 door Castelnau.

## Soorten
Phacellocera is monotypisch en omvat slechts de volgende soort:
- Phacellocera plumicornis (Klug, 1825)